# Aviation Traders ATL-90
Die Aviation Traders ATL-90 Accountant war der Versuch der britischen Luftfahrt-Firma Aviation Traders Ltd. mit einem zweimotorigen Turboprop-Passagierflugzeug in die Serienfertigung entsprechender Maschinen einzusteigen, die in etwa den Marktbereich der Fokker F-27 abdeckten. Der Erstflug fand am 9. Juli 1957 statt, doch der Tiefdecker blieb ein einzelner Prototyp, da trotz einigem Interesse letztlich kein Käufer dafür gefunden werden konnte.

## Geschichte
Die ATL-90 Accountant wurde von Aviation Traders Ltd. als zweimotoriges Turboprop-Passagierflugzeug entwickelt und war nach dem Willen des Firmenchefs Freddie Laker als Nachfolger der Douglas DC-3 vorgesehen. Seine ersten Entwürfe für einen Nachfolger der Dakota gingen auf das Jahr 1945 zurück und mit der ATL-90 sollte nunmehr wie früher mit der DC-3 ein Flugzeug entstehen, das in alle Welt verkauft werden sollte. Die ATL-90 war als Tiefdecker ausgelegt und konzeptionell so etwas wie eine etwas kleinere Abwandlung der ausgezeichnet bewährten mit vier Turboprop-Triebwerken vom Typ Rolls-Royce Dart versehenen Passagiermaschine Vickers Viscount für Kurz- und Mittelstrecken. Um bei der Entwicklung Zeit und Kosten zu sparen, übernahm Laker die Bug- bzw. Cockpitsektion der Vickers Viscount, weshalb die Maschine bis auf die zweimotorige Auslegung durchaus gewisse Ähnlichkeiten mit der letzteren Maschine besaß, wobei sich das Leitwerk wiederum deutlich unterschied. Laker rechnete sich aufgrund der nicht nur optischen Ähnlichkeit zur Vickers Viscount einige Chancen auf dem Markt aus und wollte damit in die Serienfertigung entsprechender Maschinen einsteigen, die in etwa den Marktbereich der Fokker F-27 abdeckten. Der einzige Prototyp flog erstmals am 9. Juli 1957 mit dem Luftfahrzeugkennzeichen G-ATEL. Es waren drei Prototypen vorgesehen, von denen aber nur einer vollendet und geflogen wurde. Es konnten trotz unbestreitbarer Qualitäten und einigem internationalen Interesse keine Kunden für das Projekt gewonnen werden, da der Markt mit den bereits erfolgreichen Mustern Avro 748, Handley Page Dart Herald sowie Fokker F-27 Friendship bereits gesättigt war. Das Programm wurde deswegen 1958 endgültig eingestellt und der Prototyp im Februar 1960 abgewrackt.

## Technische Daten
| Kenngröße             | Daten                                                            |
| --------------------- | ---------------------------------------------------------------- |
| Besatzung             | 2                                                                |
| Passagiere            | 28                                                               |
| Länge                 | 18,93 m                                                          |
| Spannweite            | 25,15 m                                                          |
| Höhe                  | 7,70 m                                                           |
| Flügelfläche          | 58,71 m²                                                         |
| Flügelstreckung       | 10,8                                                             |
| Leermasse             | 7.693 kg                                                         |
| Startmasse            | 12.928 kg                                                        |
| Reisegeschwindigkeit  | 470 km/h                                                         |
| Höchstgeschwindigkeit | 475 km/h                                                         |
| Dienstgipfelhöhe      |                                                                  |
| Reichweite            | 3.364 km                                                         |
| Triebwerke            | 2 × Propellerturbinen Rolls-Royce Dart R.Da.6 Mk 512, je 1298 kW |